# Somogyudvarhely
Somogyudvarhely est un village et une commune du comitat de Somogy en Hongrie.